# Maud Nygren
Maud Elisabet Bark, känd under tidigare namnet Maud Nygren, ogift Kuhlén, ursprungligen Krigström, född 29 november 1931 i Maria Magdalena församling i Stockholm, död 10 september 2014 i Skärholmens församling i Stockholm, var en svensk skådespelare.
Maud Nygren var dotter till Knut Algot Holmqvist och Gertrud Augusta Krigström (senare gift Kuhlén).
Under namnet Maud Kuhlén medverkade hon i Alla Guds barn har vingar på Dramaten 1945 och i Pat regerar på Blancheteatern 1946. Vidare var hon med i revyerna Hösten är vår (1954) och Oförskämt (1955), båda på Boulevardteatern.
Hon medverkade i filmerna Sången om den eldröda blomman (1956), Åsa-Nisse jubilerar (1959) och Raggargänget (1962).
Maud Nygren var 1951–1954 gift med Olof Harald Ingemar Nygren (född 1929) och fick en dotter 1951. Från 1962 var hon sedan gift med musikern Tosse Bark till dennes död 1995. De fick sonen Peter Bark (född 1962), som är verksam inom teatern.
Hon är begravd på Katarina kyrkogård i Stockholm.

## Filmografi (urval)
- 1956 – Sången om den eldröda blomman
- 1959 – Åsa-Nisse jubilerar
- 1962 – Raggargänget

## Teater

### Roller
| År   | Roll                | Produktion                                                 | Regi              | Teater                        |
| ---- | ------------------- | ---------------------------------------------------------- | ----------------- | ----------------------------- |
| 1954 | Medverkande         | Hösten är vår, revy Lennart Anderzon och Tjadden Hällström | Tjadden Hällström | Boulevardteatern              |
| 1955 | Medverkande         | Oförskämt, revy Rune Moberg                                | Kåge Sigurth      | Boulevardteatern              |
| 1955 | Medverkande         | C:55, revy Stig Bergendorff och Gösta Bernhard             | Gösta Bernhard    | Casinoteatern                 |
| 1956 | Medverkande         | ABC-Revyn 1956 Stig Bergendorff och Gösta Bernhard         | Gösta Bernhard    | Folkparksturné                |
| 1956 | Svenssons frestelse | Pippi, you know, revy Stig Bergendorff och Gösta Bernhard  | Gösta Bernhard    | Casinoteatern                 |
| 1957 | Medverkande         | ABC-Revyn 1957 Stig Bergendorff och Gösta Bernhard         | Gösta Bernhard    | Folkparksturné                |
| 1958 | Medverkande         | ABC-Revyn 1958 Stig Bergendorff och Gösta Bernhard         | Gösta Bernhard    | Folkparksturné/ Casinoteatern |